# Bodtjärnen (Frostvikens socken, Jämtland, 712776-143479)
Bodtjärnen är en sjö i Strömsunds kommun i Jämtland och ingår i Ångermanälvens huvudavrinningsområde. Bodtjärnen ligger i Gråberget-Hotagsfjällen Natura 2000-område.